# Зелиньский, Ярослав
Ярослав Зелиньский, Ярослав де Зелинский (пол. Jarosław Zieliński, англ. Jaroslaw de Zielinski; 31 марта 1844, Любича-Крулевска (ныне — в Томашувском повяте, Люблинское воеводство, Польша) — 25 июля 1922, Санта-Барбара, Калифорния, США) — американский пианист, композитор и музыкальный критик польского происхождения. Сын Людвика Зелиньского, брат Владислава Корнеля Зелиньского и Ольги Зелиньской, известной как Ольга Янина.
В детстве занимался музыкой под руководством Вилема Блодека, домашнего учителя в доме Зелиньских. Учился во Львовской консерватории у Карла Микули, затем в Венской консерватории у Юлиуса Шульгофа. Принял участие в Польском восстании 1863 года, был ранен и бежал в США. По прибытии в Америку завербовался в кавалерию и принял участие в Гражданской войне на стороне северян. По окончании военных действий вернулся к занятиям музыкой. Жил в Нью-Йорке, Детройте, Буффало и, наконец, с 1910 года — в Лос-Анджелесе, где руководил фортепианным трио и музыкальной школой. Автор разнообразных фортепианных и вокальных сочинений. Наиболее известен, однако, был как музыкальный критик, автор статей о восточноевропейской музыке в американских изданиях; современники даже называли его «крупнейшим в США специалистом по русской музыке».
Нотная библиотека Зелинского составила основу нотного отдела городской публичной библиотеки Лос-Анджелеса.
Жена Зелинского Мария опубликовала в 1877 году перевод на английский язык повести А. С. Пушкина «Капитанская дочка» под названием «Мария. История русской любви» (англ. Marie: A Story of Russian Love).